# Lisztilonca

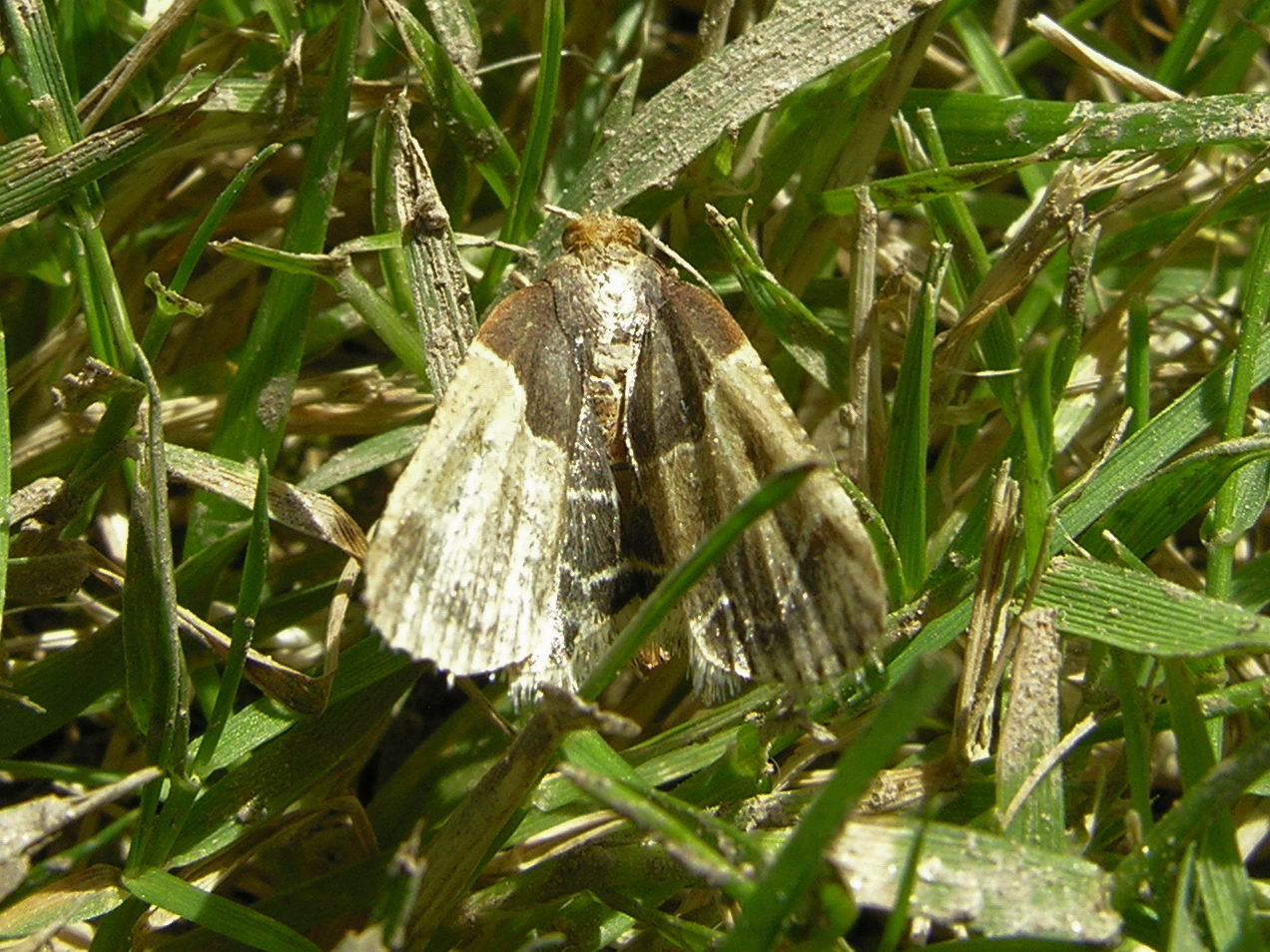
Lisztilonca

A lisztilonca (Pyralis farinalis) a valódi lepkék közül a fényiloncafélék (Pyralidae) családjában a valódi fényiloncák (Pyralinae) alcsaládjába tartozó háztartási kártevő.

## Elterjedése, élőhelye
Az egész északi félgömbön elterjedt; egész Magyarországon közönséges. Az őrleményeket károsító molylepkefajok közül ez az egyik leggyakoribb.

## Megjelenése
Nagyon tarka lepke; szárnyát barna, szürke és sárga sávok, foltok díszítik. A szárny fesztávolsága 20−26 mm.

## Életmódja
Nálunk évente 2–3 nemzedéke nő fel. Szabadban a lepkék áprilistól egészen szeptemberig rajzanak. A lepke éjszaka repül, a mesterséges fény erősen vonzza. Nappal csak felszínesen rejtőzik, könnyen felzavarható.
A hernyó elsősorban a raktározott lisztféleségeken él, de megtalálható gabonafélékben és egyéb szárított növényekben is. Sűrű szövedékből csövet készít magának, ami feltűnővé teszi kártételét. Jóval több lisztet sző össze maga körül, mint amennyit megeszik. Tömegesen jelentkezve a lisztet emberi fogyasztásra alkalmatlanná teszi.

## Külső hivatkozások
- Mészáros Zoltán – Szabóky Csaba: A magyarországi molylepkék gyakorlati albuma. Budapest: Agroinform. 2005.  arch Hozzáférés: 2018. április 6. (PDF)